# Malocampa mardonia
Malocampa mardonia är en fjärilsart som beskrevs av William Schaus 1939. Malocampa mardonia ingår i släktet Malocampa och familjen tandspinnare. Inga underarter finns listade i Catalogue of Life.